# Mera skvrnitá
Mera skvrnitá (Cacopsylla pyri) na počátku 21. století jeden z nejvýznamnějších škůdců hrušní v Evropě. Je přenášečem nebezpečné choroby, fytoplazmy, chřadnutí hrušně. Mera skvrnitá je příkladem škůdce, kde přímé insekticidní zásahy způsobily poškození populací přirozených nepřátel patogena a jeho přemnožení.

## Popis
Dospělci jsou asi 2,5–3 mm dlouzí, okrově zbarvení nebo nahnědlí. Křídla jsou průhledná a umístěna střechovitě šikmo k sobě na těle. Vajíčka jsou žlutá, uložená ve štěrbinách v borce. Nymfy jsou zploštělé, žlutooranžové barvy, která se v průběhu času stává hnědočernou.
V juvenilním stadiu jsou pokryty medovicí, pro ochranu. Také vejce jsou pokryta medovicí, jsou žlutooranžová. Přezimuje dospělec pod kůrou stromů. Mera mívá pět generací za rok, v Česku tři. Začíná se probouzet v březnu (i únoru) s teplotami nad 10 °C. Vrchol kladení vajíček je v dubnu a květnu. V květnu se líhnou noví jedinci.

## Příznaky
Medovice a plísně na listech. Při poklepu na větve stromu okřídlení jedinci vyletují z větví a chvíli poletují v okolí a znovu se usazují na strom.

## Poškození
Mera skvrnitá poškozuje pupeny, mladé listy, mladé větve, a někdy dokonce i ovoce, které pak rezaví. Listy opadávají.
Poškození může být přímé nebo nepřímé. Nejdříve se omezí vegetativní růst a dochází k deformacím, malým nekrózám na výhonech a listech, v důsledku sání. Hojná tvorba medovice způsobuje omezení fotosyntézy a popáleniny tkání. Kromě toho umožňuje rozvoj hub, které dále snižují účinnost fotosyntézy.
Mera skvrnitá je přenašečem nebezpečných chorob ovocných dřevin, například fytoplazmy chřadnutí hrušně.

## Ochrana rostlin
Je třeba provádět integrovanou ochranu rostlin. Chemická ochrana je doporučena pouze při překročení prahových hodnot, při kalamitním výskytu a vybírat přípravky s ohledem na přítomnost přirozených nepřátel. V Česku se vyskytují dostatečně silné populace dravých ploštic a dalších predátorů, kteří jsou schopni omezovat běžné výskyty a eliminovat poškození bez použití toxických přípravků.

### Používané insekticidy
Podle agromanual.cz:
- SANMITE 20 WP
- SPINTOR
- VERTIMEC

Při kalamitním přemnožení CALYPSO 480EC, nebo CASCADE 5EC.